# (9057) 1992 HA5
(9057) 1992 HA5 là một tiểu hành tinh vành đai chính. Nó được phát hiện bởi Henri Debehogne ở Đài thiên văn La Silla ở Chile ngày 24 tháng 4 năm 1992.